# Бољетински гребен
Бољетински гребен је геолошки профил и видиковац, налази се на крају Бољетинског брда уз обалу Дунава, на 119 м.н.в.
Због морфологије и развијених геолошких формација, често се назива „букваром за геолошку историју” овог дела Подунавља.
На гребену се могу видети седименти са фосилима, који сведоче о богатом органском свету кроз геолошка доба, срединама седиментације, дубини океана, физичко-географским карактеристикама, палеоклими.
Са гребена се види Клисура Госпођин вир, Лепенски Вир, митолошки Трескавац у Румунији и Доњемилановачка котлина. До гребена се стиже обележеном пешачком стазом од Бољетинског брда.